# Chaetopterygopsis maclachlani
Chaetopterygopsis maclachlani – gatunek owada z rzędu chruścików i rodziny bagiennikowatych (Limnephilidae).
Występuje w Alpach, na Bałkanach, w górach środkowoeuropejskich oraz strefie tajgi na północy, larwy spotykane w strumieniach i źródłach. Limneksen. Larwy budują rurkowate domki z piasku.
Dwie larwy (niepewnie oznaczone) złowiono w stawie dolinnym w Karkonoszach.